# Phillimon Ayesu
Phillimon Ayesu (ur. 21 lipca 1958) – malawijski bokser, olimpijczyk.
Wystąpił na Letnich Igrzyskach Olimpijskich 1984 w wadze lekkopółśredniej. W 1/32 finału miał wolny los. W pojedynku 1/16 finału przegrał niejednogłośnie na punkty (2–3), a jego pogromcą był Steve Larrimore z Bahamów.
Od 1986 do 1992 roku bokser zawodowy wagi superpółśredniej. Stoczył siedem pojedynków – w pierwszych czterech walkach zwyciężył, jednak trzy ostatnie zakończyły się porażką Ayesu.